# رایان مکنزی
رایان ادوارد مکنزی (زاده ۳ اوت ۱۹۸۲) یک سیاستمدار آمریکایی اهل پنسیلوانیا است. او عضو حزب جمهوری‌خواه است
مادر او میلو مکنزی است که نماینده ایالت جمهوری‌خواه در ناحیه لیهای دره در ناحیه ۱۳۱ است. آنها اولین مادر و پسری هستند که به‌طور همزمان در مجلس نمایندگان پنسیلوانیا خدمت می‌کنند.